# Bandera d'Àustria
La bandera d'Àustria es compon de tres franges horitzontals, vermelles les exteriors i blanca la del centre.
Aquesta bandera es va adoptar al segle xiii per Frederic II en qualitat de duc d'Àustria. Sembla tenir l'origen en la llegenda de la camisa tacada de sang del duc de Babenberg en el transcurs d'una batalla contra els musulmans. La camisa quedava mig protegida per un cinturó, d'aquí la franja blanca, que no va quedar tacada.
La bandera es va reprendre després de la caiguda de l'Imperi Austrohongarès dels Habsburg i la proclamació de la república després de la I Guerra Mundial. Durant l'època que Àustria fou una part d'Alemanya, durant el nazisme, es va fer servir la bandera nazi. El dia 1 de maig de 1945 es va recuperar definitivament la bandera de tres franges.

## Colors
La Constitució d'Àustria no especifica els tons de color de la bandera, però als membres de les Forces Armades Austríaques se'ls diu que el vermell de l'escut (que s'utilitza per a l'escut de la bandera de l'àguila) és el Pantone 186 C.
| Model de color | Vermell     | Blanc         |
| -------------- | ----------- | ------------- |
| Pantone        | 186C        | Blanc         |
| CMYK           | 0-90-80-5   | 0-0-0-0       |
| RGB            | 200, 16, 46 | 255, 255, 255 |
| HTML           | ##C8102E    | #FFFFFF       |

Els models RGB i HTML s'han extret a patir dels codis de Pantone.

## Similituds
La bandera austríaca és gairebé idèntica a diverses altres banderes que es troben arreu del món.

Bouyon (Bèlgica)
Lovaina, Bèlgica
Savona, Itàlia
Dordrecht, Països Baixos
Gouda, Països Baixos
Hoorn, Països Baixos
Leiden, Països Baixos
Puerto Asís, Colòmbia

Hom diu que la bandera va inspirar el disseny de l'anomenada barres i estrelles utilitzades pels Estats Confederats d'Amèrica del 1861 al 1863 (i avantpassada de la bandera de l'estat nord-americà de Geòrgia).

## Banderes històriques

Bandera de l'Arxiducat d'Àustria, mateixa que l'actual (1156 - 1804)
Bandera de l'Imperi Austríac i d'Àustria dins de l'Imperi Austrohongarès (1804 - 1918)
Bandera de la República de l'Àustria alemanya, també mateixa que l'actual (1918 - 1919)
Bandera de la Primera República Austríaca (1919 - 1938)
Bandera de l'Alemanya Nazi (1938 - 1945)
Bandera de l'Ocupació Aliada d'Àustria i heretada per l'actual país (1945 - actualitat)